# Этоальд
Этоальд (лат. Ethoaldus; VII век) — возможно, епископ Женевы во второй половине VII века.

## Биография
Этоальд — один из глав Женевской епархии времён Тёмных веков Средневековья, о которых почти ничего не известно. Он не упоминается в наиболее раннем из сохранившихся средневековых списков глав местной епархии, созданном в XI веке при епископе Фредерике. В этом историческом источнике между жившим в середине VII века Паппулом II и жившим в первой половине IX века Альтадом епископами в Женеве названы Роберт, Аридан, Эгоадд, Альбо, Хупортунес, Эвхерий, Губерт, Рененберт, Леутерий, Гозберт и Вальтерн. Однако достоверные свидетельства имеются только о двух последних, а существование остальных даже подвергается сомнению.
Единственное свидетельство об Этоальде относится к 6 сентября 664 года, когда он среди других иерархов Франкского государства был упомянут в письме папы римского Виталия. В послании наместник Святого Престола подтверждал дарственную хартию, данную епископом Амьена Бертефридом аббатству Корби. Предполагается, что Этоальд был суффраганом архиепископа Вьена Хаоальда, также упомянутого в этом документе. Однако существует также мнение, отвергающее возможность занятия Этоальдом женевской епископской кафедры.